# Gruppo della Presanella
Il Gruppo della Presanella è un supergruppo delle Alpi Retiche meridionali, che fa parte, assieme al gruppo dell'Adamello, della sottosezione Alpi dell'Adamello e della Presanella. Si estende nella provincia di Trento (regione Trentino-Alto Adige). La sua vetta più elevata, Cima Presanella, ha un'altitudine di 3558 metri s.l.m.

## Morfologia del gruppo
Il gruppo della Presanella si colloca a nord-est rispetto ad un altro importante massiccio montuoso, il gruppo dell'Adamello, dal quale è separato da un profondo solco vallivo, la Val Genova. Assieme, i due massicci formano un'unità morfologica ben definita, separata dai rilievi circostanti da importanti vallate. A nord, la Val di Sole divide la Presanella dalle propaggini meridionali del gruppo Ortles-Cevedale, ad est la Valle di Campiglio e la Val Meledrio (laterale della Val di Sole) la scindono dalle Dolomiti di Brenta.
A differenza dell'Adamello, la Presanella è costituita da un'unica dorsale principale, disposta prevalentemente in direzione ovest-est, lungo la quale svettano le cime principali. La dorsale, che inizia alla Punta di Lago Scuro (3166 m), alla testata della Val Presena, si innalza nelle vette di Cima Presena (3069 m), Cima Busazza (3326 m), Monte Cercen (3280 m), Monte Gabbiolo (3458 m) e Cima Presanella (3558 m), punto più elevato della catena. Oltre la vetta più alta, la dorsale prosegue, mantenendosi al di sopra dei 3000 metri di quota, sino alla Cima Scarpaco (3252 m), per poi abbassarsi progressivamente in una serie di rilievi di minore altezza (Cima di Bon, 2901 m, Monte Caldura, 2906 m, Cima di Laste, 2770 m) e terminando in corrispondenza della Cima Artuic (2614 m), sopra il passo di Campo Carlo Magno.
Dalla cresta principale si staccano diverse dorsali secondarie, alcune delle quali annoverano cime di discreta importanza. La dorsale che si stacca dal Monte Gabbiolo e si dirige verso sud si innalza nelle vette dell'Ago di Nardis (3289 m) e della Cima delle Rocchette (3288 m) per poi precipitare sulla media Val Genova; dalla Cima Presanella si diparte invece la dorsale ove svettano il Monte Bianco (3368 m), il Monte Nero (3344 m) e la Cima Quattro Cantoni (3026 m). Tra le due dorsali si apre la Val di Nardis.

Il settore orientale del massiccio è caratterizzato dal profondo solco della Val Nambrone, tributaria dell'alta Val Rendena e percorsa dal Sarca di Nambrone. Il crinale montuoso che separa la Val Nambrone dalla Valle di Campiglio si stacca dalla dorsale principale in corrispondenza della Rocca di Nambrone (2741 m) e non annovera vette di particolare importanza; la più elevata è il Monte Serodoli (2708 m).

## Cime principali

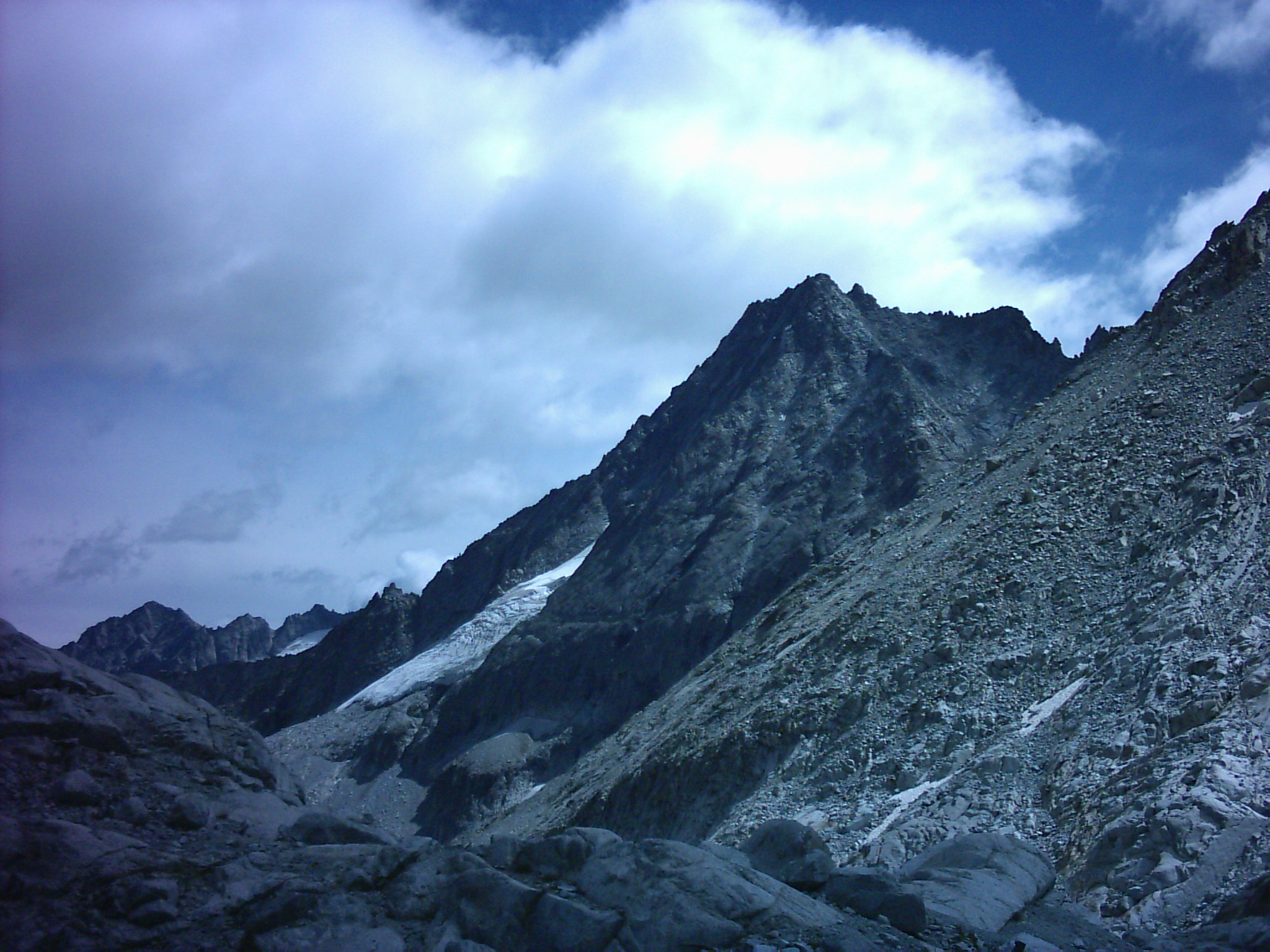
Cima Busazza (3326 m) dalla Vedretta di Presena.

| Vetta           | Quota (m) |
| --------------- | --------- |
| Cima Presanella | 3.558     |
| Monte Gabbiolo  | 3.458     |
| Monte Nero      | 3.344     |
| Cima Busazza    | 3.326     |
| Ago di Nardis   | 3.289     |
| Cima Scarpaco   | 3.252     |
| Cima Presena    | 3.069     |

## Ghiacciai

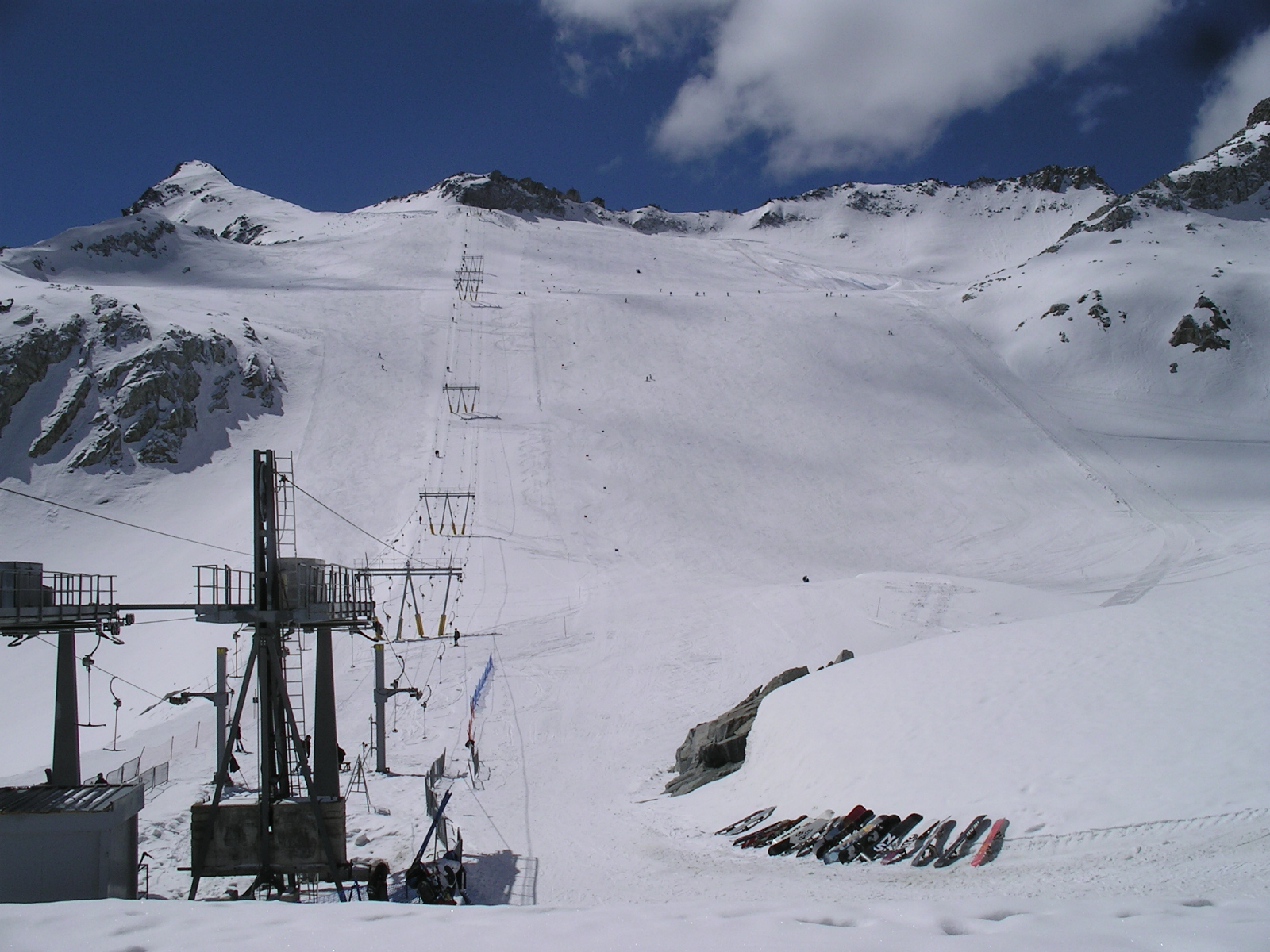
La Vedretta Presena (giugno 2006)

I ghiacciai della Presanella sono in numero inferiore e di minori dimensioni rispetto a quelli del vicino Adamello, a causa della diversa conformazione del rilievo. Il più vasto è la Vedretta Presanella, che occupa la testata della valle omonima, sul versante settentrionale del massiccio. Altro importante ghiacciaio è la Vedretta Presena, raggiungibile con impianti di risalita dal Passo del Tonale e sul quale, se le condizioni lo permettono, è praticato lo sci estivo.
Altri ghiacciai, di piccole dimensioni, occupano le testate delle valli sul versante settentrionale (Vedretta Busazza, Vedretta del Monte Cercen, Vedretta Scarpaco). Sul versante meridionale invece gli unici apparati glaciali di rilievo sono la Vedretta di Nardis, situata alla testata della valle omonima che è tributaria della Val Genova, e la Vedretta di Cornisello, in una valle laterale della Val Nambrone. Come sta accadendo anche ai ghiacciai dell'Adamello, anche le vedrette della Presanella sono generalmente in fase di retrazione.

## Laghi

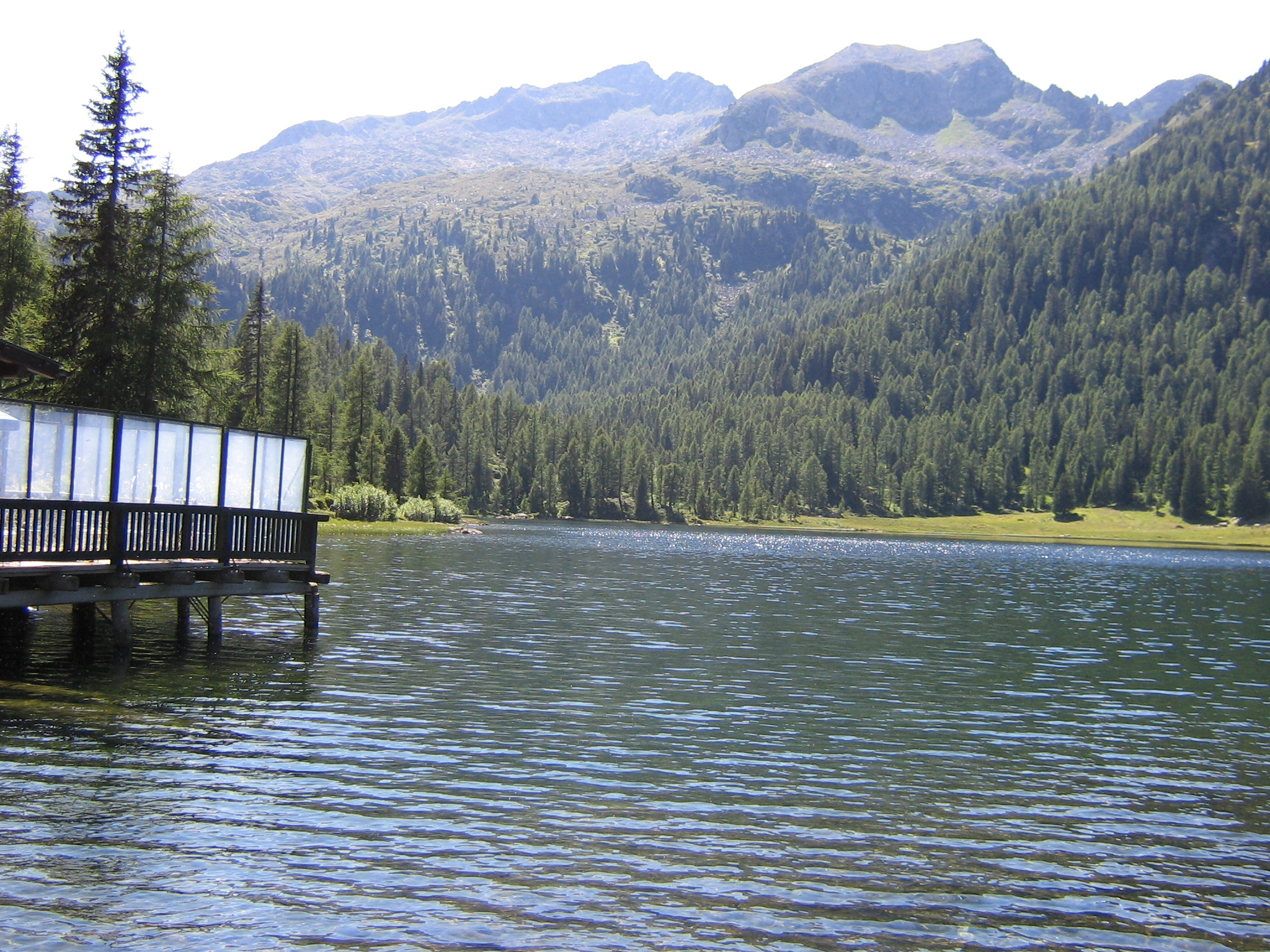
Lago Malghette (1890 m), sullo sfondo la Cima di Laste (2770 m)

Il gruppo della Presanella è costellato di numerosi laghi di origine glaciale, tutti di piccole dimensioni, alcuni dei quali collocati a quote superiori ai 2500 metri. La maggiore concentrazione di bacini si verifica nel settore orientale, specialmente in Val Nambrone dove sono situati il Lago di Vedretta, i laghi di Cornisello, il Lago Nero e il Lago di Nambrone. Più ad est, sopra Madonna di Campiglio, sono collocati, tutti oltre i 2000 metri, i cosiddetti Cinque Laghi (Lago Ritorto, Lago Lambìn, Lago Gelato, Lago Serodoli e Lago Nero, da non confondersi con l'omonimo bacino in Val Nambrone). Più in basso, a 1768 metri di quota, è situato il Lago Nambino.
Nel bacino imbrifero dell'alta Val Meledrio si trovano altri piccoli laghi, di cui il più grande è il lago delle Malghette, a 1890 metri di quota, utilizzato come riserva d'acqua potabile per gli acquedotti di Campo Carlo Magno e Folgarida. Il versante della Presanella che guarda la Val Vermiglio e la Val di Sole è povero di laghi. Ai piedi della Vedretta di Presena si trovano i due minuscoli Laghi del Monticello (2570 m), alimentati dalle acque di fusione del ghiacciaio, così come il Laghetto Presanella, a 2314 m ai piedi della Vedretta Presanella. Alla testata della Val di Bon si trova il Lago Venezia, e, infine, in Val di Fazzon, il Lago dei Caprioli, a quota più bassa rispetto agli altri bacini (1307 m).

## Geologia
Il massiccio della Presanella condivide con l'Adamello la serie di eventi geologici che hanno portato alla sua formazione. Entrambi i massicci si collocano infatti a sud rispetto alla cosiddetta Linea Insubrica, che è un insieme di fratture e faglie che separa la catena principale delle Alpi dalle cosiddette Alpi calcaree meridionali. Il tracciato della Linea Insubrica coincide in questo settore con il solco della Val di Sole, che delimita a nord la Presanella. Non essendo costituiti dal basamento cristallino delle Alpi meridionali, né l'Adamello né la Presanella sono considerati parte di esse, ma piuttosto un'entità geologica autonoma. Infatti questi due massicci sono formati da rocce magmatiche intrusive, nel caso della Presanella principalmente tonaliti, risalite dalle profondità della crosta terrestre tra i 35 e i 40 milioni di anni fa e lentamente solidificatesi al di sotto della superficie. L'erosione da parte degli agenti esogeni, in diversi milioni di anni ha progressivamente smantellato gli strati di rocce sedimentarie e metamorfiche che ricoprivano il plutone magmatico, mettendolo a nudo e iniziando ad operare su di esso, creando l'attuale morfologia del rilievo.

## Rifugi e bivacchi
Sul gruppo montuoso della Presanella sono stati costruiti alcuni rifugi, una parte dei quali è gestita dalla SAT e quindi dal Club Alpino Italiano, e sono disponibili per le necessità dell'alpinista e dell'escursionista diversi bivacchi. Degno di nota il fatto che gran parte dei rifugi gestiti è raggiungibile senza particolari difficoltà tecniche. L'elenco che segue è aggiornato al 2007.
| Nome                         | Quota (m) | Luogo               | Gestione | Apertura         | Modalità accesso |
| ---------------------------- | --------- | ------------------- | -------- | ---------------- | ---------------- |
| Adamello Collini "al Bedole" | 1641      | Val Genova          | privato  | estate           | T                |
| Amola "Segantini"            | 2373      | Val d'Amola         | SAT      | estate           | EE               |
| Capanna Presena              | 2729      | Vedretta di Presena | privato  | estate e inverno | T (impianti)     |
| Cinque Laghi                 | 2064      | Lago Ritorto        | privato  | estate           | T (cabinovia)    |
| Fazzòn                       | 1255      | Val Fazzòn          | privato  | estate e inverno | T                |
| Laghi di Cornisello          | 2120      | Val Nambrone        | privato  | estate           | T                |
| Lago Nambino                 | 1770      | Lago Nambino        | privato  | estate           | E                |
| Malghette                    | 1890      | Lago Malghette      | privato  | estate           | E                |
| Nambrone                     | 1350      | Val Nambrone        | privato  | estate           | T (strada)       |
| Pradalago - Viviani          | 2085      | Lago di Pradalago   | privato  | estate e inverno | T (impianti)     |
| Stavèl - F. Denza            | 2298      | Val Presanella      | SAT      | estate           | E                |
| Stella Alpina                | 1450      | Val Genova          | privato  | estate           | T (strada)       |

| Nome          | Quota (m) | Luogo                 | Posti letto | Modalità accesso |
| ------------- | --------- | --------------------- | ----------- | ---------------- |
| Baito Caldura | 2156      | Val Caldura           | 4           | E                |
| Jack Canali   | 2480      | Val di Bon            | 9           | E                |
| Malga Baselga | 2006      | Val della Fus         | 6           | E                |
| Orobica       | 3382      | Cima Presanella bassa | 6           | F+               |
| Roberti       | 2205      | Val di Nardis         | 6           | E                |

## Parchi e aree protette
Pressoché tutto il gruppo della Presanella è parte della più estesa area protetta del Trentino, il Parco naturale provinciale dell'Adamello-Brenta. Il parco fu istituito nel 1967 e si estende su un'area di 62.000 ettari (620 km²) comprendendo, oltre al massiccio della Presanella, anche il settore trentino del gruppo dell'Adamello e il gruppo delle Dolomiti di Brenta.